# Kabinett Eisner
Das Kabinett Eisner bildete vom 8. November 1918 bis 17. März 1919 die Landesregierung von Bayern. Nachdem Eisner am 21. Februar 1919 ermordet worden war, wurde Martin Segitz vom Rätekongress am 1. März 1919 als Nachfolger Eisners proklamiert (Kabinett Segitz).

## Mitglieder
| Amt                          | Name                                  | Bild | Partei | Partei    |
| ---------------------------- | ------------------------------------- | ---- | ------ | --------- |
| Ministerpräsident            | Kurt Eisner ermordet 21. Februar 1919 |      |        | USPD      |
| Äußeres                      | Kurt Eisner ermordet 21. Februar 1919 |      |        | USPD      |
| Inneres                      | Erhard Auer                           |      |        | MSPD      |
| Vizepräsident                | Johannes Hoffmann                     |      |        | MSPD      |
| Unterricht und Kultus        | Johannes Hoffmann                     |      |        | MSPD      |
| Militärische Angelegenheiten | Albert Roßhaupter                     |      |        | MSPD      |
| Justiz                       | Johannes Timm                         |      |        | MSPD      |
| Soziale Fürsorge             | Hans Unterleitner                     |      |        | USPD      |
| Finanzen                     | Edgar Jaffé                           |      |        | parteilos |
| Verkehrsangelegenheiten      | Heinrich von Frauendorfer             |      |        | parteilos |